# 佐伯恵眼
佐伯 恵眼（さえき えげん）、1873年（明治6年）1月20日 - 1951年（昭和26年）1月25日）は、日本の宗教家、真言宗の僧侶。真言宗総本山醍醐寺第九十六世座主、真言宗醍醐派管長、三宝院門跡、京都専門学校校長（現・種智院大学学長）。

## 年譜
- 1873年（明治6年）1月20日 - 備後国旧福山藩領、小田県福山町野上（広島県福山市野上町2315）士族、森本梁祐次男として生まれる。[1]
- 1883年（明治16年）9月9日、広島県御調郡（みつぎぐん）尾道（広島県尾道市）摩尼山西國寺にて、多田實圓（実円）阿闍梨に就いて得度。
- 1886年（明治19年）- 4月3日、西國寺道場にて、多田實圓阿闍梨に従い、四度加行開白。
- 1887年（明治20年） 
  - 2月9日、西國寺道場にて、多田實圓阿闍梨に従い、加行成満。
  - 4月9日、西國寺道場にて、多田實圓阿闍梨に従い、入壇灌頂。
- 1889年（明治22年）- 11月7日、度牒拝受。
- 1891年（明治24年）- 5月27日、高野山真別處道場にて、別處榮厳大僧正に従い進具。
- 1891年（明治24年）- 6月、別處榮厳阿闍梨より、安流伝授。（安流 * 真言宗小野流三派の一つ 安祥寺流）
- 1893年（明治26年）- 5月、海島宥中阿闍梨より、西院流　および、中院流を伝授。

　　　　　　　　　　　　　　　　　　　　　（西院流（にしのいんりゅう） *　保寿院流・仁和御流・西院流を仁和三流と称す
- 1895年（明治28年）- 12月、高野山古義大学林（現 高野山大学）を卒業。
- 1899年（明治32年）- 7月、第一高等学校文科大学予科を卒業。
- 1902年（明治35年）
  - 7月、東京帝國大学文科大学哲学科を卒業。インド哲学を修める。
  - 8月、真言宗聯合高等学校（旧 総黌、現 種智院大学）兼 中学校(現 洛南高等学校）教諭。のち 1913年（大正2年）まで勤続。
- 1906年（明治39年）- 真言宗聯合京都大学と改称[2]。
- 1907年（明治40年）- 1月、上田照遍阿闍梨より、安流伝授。
- 1908年（明治41年）- 10月、葦原寂照阿闍梨より、三宝院流伝授。
- 1911年（明治44年）-『真言宗真髄』を六大新報社より刊行。（明治43年、徳島市における仏教講演会講話録）[3]
- 1912年（大正元年）- 10月、醍醐寺内に 修験者三十一名を集め、第一回中央講習会を開催。理性院大乗院にて発会式
  - 佐伯恵眼、講師として参加。
- 1913年（大正2年）- 3月、真言宗連合高等中学校 兼 中学教諭を辞す。
- 1914年（大正3年）- 5月、尾道真言宗各派連合宗務支所、学頭に任ぜらる。
- 1915年（大正4年）- 9月、真言宗各派連合議会議員に当選
- 1916年（大正5年）- 6月、広島支所学頭に任ぜらる
- 1918年（大正7年）- 9月、古義真言宗連合長者・真言宗御室派管長、土宜法龍阿闍梨より、西院流を伝授。
- 1919年（大正8年）-『宗教発達史上に於ける真言密教』を六大新報社より刊行。[3]
- 1926年（大正15年）
  - 9月7日 - 学階『学匠』
  - 9月22日 - 教階『主教』に補せらる。
- 1928年（昭和3年）日本仏教連合会『日本仏教徒訪華要録』　に
  - 「中華佛敎視察雜感…佐伯惠眼」が掲載。
- 1929年（昭和4年） 
  - 12月25日 - 醍醐寺　一山塔頭住職異動　同日管長辞令交付
  - 理性院住職に任ぜらる。
- 1934年（昭和9年） 
  - 7月9日、真言宗別格本山　尾道西國寺住職、真言宗醍醐派総本山塔頭 別格本山 理性院兼務住職、佐伯惠眼中僧正　
  - 平之亮禅門跡遷化に伴い、醍醐派管長選挙にて後任に選出される。
  - 醍醐寺第九十六世座主、真言宗醍醐派第五世管長、総本山醍醐寺三宝院門跡に就任。
  - 就任と同時に大僧正拝命
  - 佐伯惠眼 醍醐派第五世管長就任を、文部省宗教局に届出
  - 7月12日、文部大臣、佐伯惠眼 醍醐派第五世管長就任を認可
  - 11月18日、真言宗醍醐派第五世管長、総本山醍醐寺座主第九十六世、晋山の厳儀。
- 1943年（昭和18年）- 2月22日、京都専門学校長、東寺中学校長就任。（旧 真言宗京都大学/京都中学　現 種智院大学/洛南高等学校）
- 1946年（昭和21年）- 6月22日、三宝院門跡を辞任[4]。
- 1951年（昭和26年）  1月25日、遷化。法号・無量光院恵眼大僧正。法臘六十八、世壽七十八歳。

《前座主大僧正惠眼大和尚嘆德文》
［昭和二十六年二月十四日、眞言宗醍醐派管長佐伯恵眼大僧正の本葬儀に讀まれたもの。(漢文) ］
　夫れ以るに、佛教は實相の門なり、固より寂滅の樂あり。人間は爲の境なり、豈に常住の想を作さむや。
　伏して惟れば、故の醍醐派管長・醍醐寺座主・三寶院門跡・大僧正惠眼大和尚は、早く二親の撫育を辭して、西國の密室に入る。世尊の遺教を奉じて道儀常に静粛、宗祖の教誡を體して修觀常に如法。多年の稽古、夜を以て日に續ぎ、瑜伽の觀解、玉を琢きて鏡に懸く。蓋し夫れ、修學の窓の中には、深く深雪の法水を汲み、觀相の牀の上には飽くまで醍醐の妙味を嘗む。諸流の法燈を挑げては廣德を一身に總べ、兩部の奥藏を開いては印璽を群侶に授く。遂使じて、 闔宗に推されて管長の榮職に登り、門末に仰がれて門跡の勝位に備はる。宗徒等しく教化に歸し、一山同じく高德に靡く。誠に是れ、密林の明師にして、豈に法界の棟梁たらざらむや。然りと雖も、化導限りあり。寶輅乍ち娑界を去り、寂滅、相を示して、高風乍ち他土に移る。爰に、護持法主、新しく永訣の法莚に臨み、恭しく秘密の神咒を奠す。
　聞くならく、眞言は一字に千理を含み、即身に法如を證すと。深趣量り難し。得益何ぞ疑はむ。若し然らば、過去尊靈、本有の覺月愈々其の光を増し、眞如の心蓮、益々其の香を發せむ。乃至法界・平等利益、敬て白す。
【服部如実撰】